# Philodendron crassinervium
Philodendron crassinervium är en kallaväxtart som beskrevs av John Lindley. Philodendron crassinervium ingår i släktet Philodendron och familjen kallaväxter. Inga underarter finns listade.

## Bildgalleri

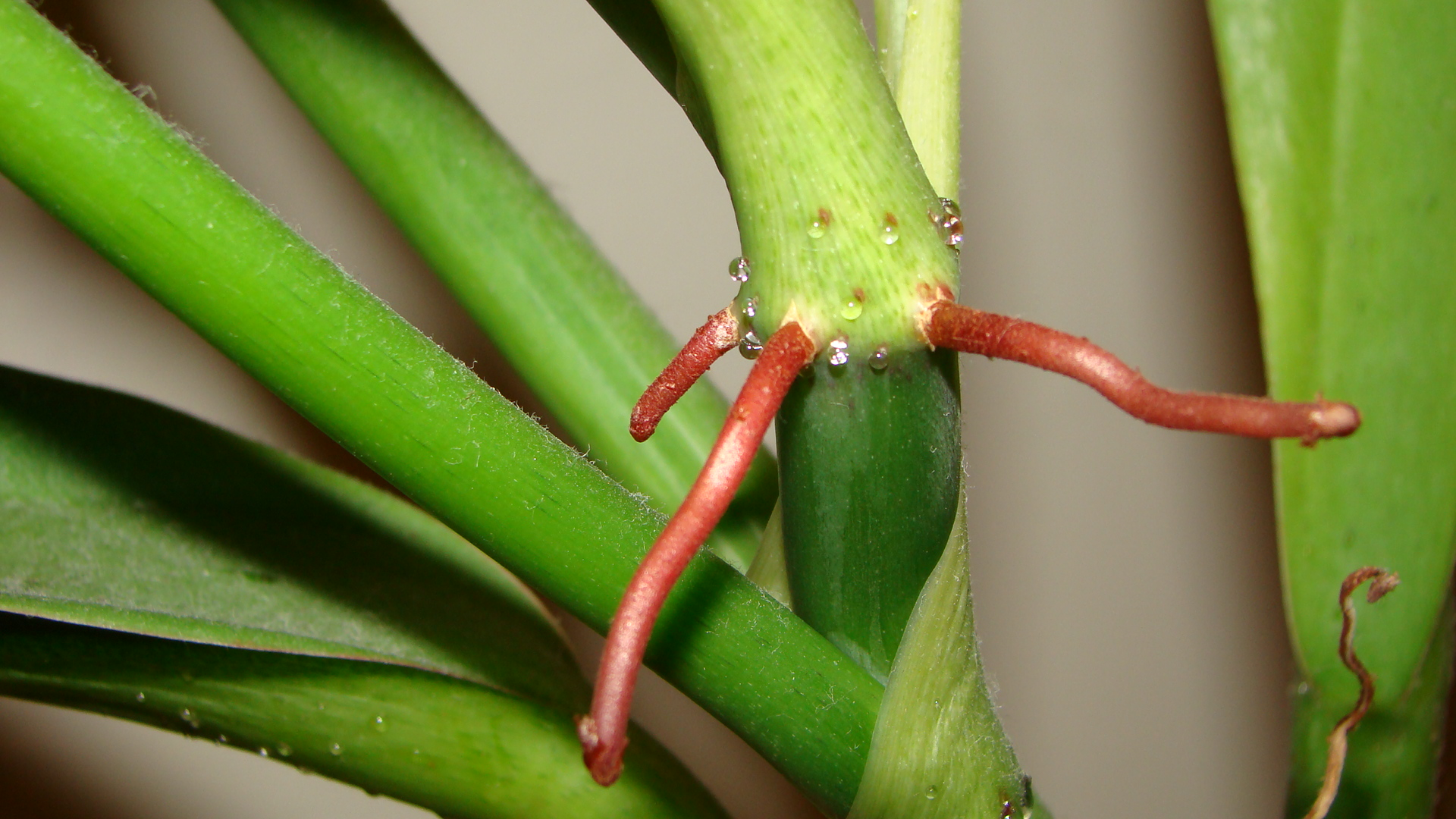